# Bradysia gabyae
Bradysia gabyae är en tvåvingeart som beskrevs av Heller 1998. Bradysia gabyae ingår i släktet Bradysia och familjen sorgmyggor.
Artens utbredningsområde är Tyskland. Inga underarter finns listade i Catalogue of Life.